# Järns socken
Järns socken i Dalsland ingick i Nordals härad och området ingår sedan 1971 i Melleruds kommun och motsvarar från 2016 Järns distrikt.
Socknens areal är 24,62 kvadratkilometer varav 24,58 land. År 2000 fanns här 302 invånare. Sockenkyrkan Järns kyrka ligger i socknen.   

## Administrativ historik
Socknen har medeltida ursprung. 
Vid kommunreformen 1862 övergick socknens ansvar för de kyrkliga frågorna till Järns församling och för de borgerliga frågorna bildades Järns landskommun. Landskommunen uppgick 1952 i Melleruds köping som 1971 ombildades Melleruds kommun. Församlingen uppgick 2010 i Holms församling.
1 januari 2016 inrättades distriktet Järn, med samma omfattning som församlingen hade 1999/2000.  
Socknen har tillhört län, fögderier, tingslag och domsagor enligt vad som beskrivs i artikeln Nordals härad. De indelta soldaterna tillhörde Västgöta-Dals regemente och Sundals kompani.

## Geografi
Järns socken ligger söder om Mellerud vid Vänern. Socknen är en slättbygd på Dalboslätten med skogsbygd längs Vänern.

## Fornlämningar
Från bronsåldern har ett depåfynd påträffats. Från järnåldern finns ett gravfält med stensättningar och domarringar.

## Namnet
Namnet skrevs 1531 Jeders och kommer från gården Järn. Namnet innehåller iädhur, 'kant, rand' syftande på den långsträckta höjden vid gården.
Namnet skrevs före 1902 Jerns socken.

## Befolkningsutveckling
| Befolkningsutvecklingen i Järns socken 1780–1990                                                        | Befolkningsutvecklingen i Järns socken 1780–1990 | Befolkningsutvecklingen i Järns socken 1780–1990 | Befolkningsutvecklingen i Järns socken 1780–1990 | Befolkningsutvecklingen i Järns socken 1780–1990 |
| --- | ------------------------------------------------ | ------------------------------------------------ | ------------------------------------------------ | ------------------------------------------------ |
| |                                                  |                                                  |                                                  |                                                  |
| År |                                                  |                                                  | Folkmängd                                        |                                                  |
| 1780 | 1780                                             |                                                  | 439                                              |                                                  |
| 1790 | 1790                                             |                                                  | 390                                              |                                                  |
| 1810 | 1810                                             |                                                  | 394                                              |                                                  |
| 1820 | 1820                                             |                                                  | 453                                              |                                                  |
| 1830 | 1830                                             |                                                  | 521                                              |                                                  |
| 1840 | 1840                                             |                                                  | 642                                              |                                                  |
| 1850 | 1850                                             |                                                  | 783                                              |                                                  |
| 1860 | 1860                                             |                                                  | 884                                              |                                                  |
| 1870 | 1870                                             |                                                  | 928                                              |                                                  |
| 1880 | 1880                                             |                                                  | 939                                              |                                                  |
| 1890 | 1890                                             |                                                  | 746                                              |                                                  |
| 1900 | 1900                                             |                                                  | 665                                              |                                                  |
| 1910 | 1910                                             |                                                  | 611                                              |                                                  |
| 1920 | 1920                                             |                                                  | 572                                              |                                                  |
| 1930 | 1930                                             |                                                  | 519                                              |                                                  |
| 1940 | 1940                                             |                                                  | 481                                              |                                                  |
| 1950 | 1950                                             |                                                  | 480                                              |                                                  |
| 1960 | 1960                                             |                                                  | 376                                              |                                                  |
| 1970 | 1970                                             |                                                  | 320                                              |                                                  |
| 1980 | 1980                                             |                                                  | 308                                              |                                                  |
| 1990 | 1990                                             |                                                  | 309                                              |                                                  |
| Anm: Källor: Umeå universitet - Tabellverket 1749-1859, Demografiska databasen, CEDAR, Umeå universitet |                                                  |                                                  |                                                  |                                                  |